# Елк Појнт (Алберта)
Елк Појнт (енгл. Elk Point) је варошица у источном делу централне Алберте у Канади и део је статистичке регије Централна Алберта. Варош лежи на обалама реке Северни Саскачеван и кроз њу пролази деоница локалног друма 41. 
Насеље се развило почетком прошлог века као трговачка станица на рути трговине крзнима, а 1907. добило је службени статус вароши. 
Према резултатима пописа становништва из 2011. у варошици је живело 1.412 становника у 619 домаћинстава, што је за 5% мање у односу на попис из 2006. када је регистровано 1.487 житеља.
Привредну основу чини пољопривредна производња.

## Становништво
| 2006. | 2011. |
| ----- | ----- |
| 1.487 | 1.412 |